# Никурадзе, Александр
Никурадзе, Александр Ильич (псевд. Александр Зандерс) (1900—1981) — немецкий учёный, политик, сотрудничавший с нацистами, и публичный интеллектуал грузинского происхождения.

## Биография

### Ранние годы
Родился в многодетной (5 братьев и 4 сестры) семье начальника железнодорожного депо, репрессированного в 1937 г.
Окончив Кутаисскую гимназию, поступил в Тбилисский университет. В 1919 г. в числе талантливой молодёжи послан правительством независимой Грузии учиться за границу. Изучал физику, специализировался на физике ионов и электронов, а также диэлектриках.

### Учёная карьера
Приват-доцент, затем профессор Высших технических школ в Мюнхене и Берлине. С 1955 г. — руководитель частного Института исследования ядерного излучения и родственных исследований. Также сотрудничал в Центральном управлении документации и информации воздухоплавания Института исследования ионов и электронов в мюнхенском аэропорту Рим.

### Политическая деятельность
Помимо физических активно занимался историческими и этнографическими исследованиями. Поддерживал дружеские отношения с Альфредом Розенбергом, с которым был знаком ещё по жизни последнего в Мюнхене, в качестве советника оказал влияние на выработку позиции Розенберга по кавказским вопросам. В 1941—1954 гг. — директор организованного им же Института исследований континентальной Европы (Мюнхен, затем Шварценфельд). Сначала Институт курировал сам Розенберг, а после войны — Техническая школа Мюнхена.
Занимая антисоветскую позицию, Никурадзе в основной идее Института отталкивался от создания континентального блока, нацеленного против распространения влияния Советского Союза. Позиция Никурадзе чем-то напоминает схожую концепцию Карла Хаусхофера. Кроме того, Никурадзе предлагал создание кавказской конфедерации под германским протекторатом.
В годы Второй мировой войны контактировал с сотрудниками Грузинского национального комитета и других грузинских эмигрантских организаций в Германии.

## Сочинения
- Untersuchungen über Spitzenentladungen in Transformatorenölen. Berlin: J. Springer, 1928.
- Das flüssige Dielektrikum (Isolierende Flüssigkeiten). Berlin: J. Springer, 1934.
- Um die Gestaltung Europas. München: Hoheneichen-Verlag, 1938.
- Um das Erbe Großbritanniens. München: Hoheneichen-Verlag, 1941.
- Kaukasien. München: Hoheneichen-Verlag, 1942.
- Osteuropa in kontinentaleuropaeischer Schau. München: Hoheneichen-Verlag, 1942 (голландская версия — Oost-Europa van uit kontinentaal Europeesch gezichtspunt. Amsterdam: Westland, 1943).
- Um das Erbe Großbritanniens. Zur Wandlung der politischen Struktur der Übersee. München: Hoheneichen-Verlag, 1942.
- Die Stunden der Entscheidung. München: Hoheneichen-Verlag, 1943 (посвящена А. Розенбергу к его 50-летнему юбилею).
- Das Zweistoffsystem Gas-Metall. München: Oldenbourg, 1950.
- Vom Traum zur Tat. Wiesbaden: Dieterich, 1951.
- Naturwissenschaft und Technik im Leben der Völker. München: Oldenbourg, 1952.
- Zur Frage der Europa-Forschung. München: Oldenbourg, 1955 (французская версия — Objectifs et méthodes des études européennes. Paris: Union fédéraliste interuniversitaire, 1956).
- Energieabsorption von Atomkernstrahlen in organischen Stoffen und durch sie hervorgerufene Reaktionsprozesse. Köln: Westdt. Verl., 1958.